# Szablogrzbiet
Szablogrzbiet (Pseudorca) – rodzaj wodnych ssaków z podrodziny Globicephalinae w obrębie rodziny delfinowatych (Delphinidae).

## Rozmieszczenie geograficzne
Rodzaj obejmuje jeden żyjący współcześnie gatunek występujący na całym świecie w tropikalnych i ciepłych wodach oceanicznych o umiarkowanym klimacie, głównie od około 50°N do około 50°S.

## Morfologia
Długość ciała 510–610 cm; masa ciała 1200–2200 kg.

## Systematyka
Rodzaj zdefiniował w 1862 roku duński zoolog Johannes Theodor von Reinhardt w artykule zatytułowanym O nowym gatunku delfina dla duńskiej fauny (Pseudorca crassidens Owen) opublikowanym na łamach „Oversigt over det Kongelige Danske Videnskabernes Selskabs Forhandlinger”. Gatunkiem typowym jest (oryginalne oznaczenie) szablogrzbiet waleniożerny (P. crassidens).

### Etymologia
- Pseudorca: gr. ψευδος pseudos ‘fałszywy’; rodzaj Orca J.E. Gray, 1846 (orka)[9].
- Neoorca (Neorca): gr. νεος neos ‘nowy’; rodzaj Orca J.E. Gray, 1846 (orka)[10]. Gatunek typowy (oznaczenie monotypowe): Orca (Pseudorca?) meridionalis W.H. Flower, 1865 (= Phocaena crassidens R. Owen, 1846).

### Podział systematyczny
Do rodzaju należy jeden występujący współcześnie gatunek: 
- Pseudorca crassidens (R. Owen, 1846) – szablogrzbiet waleniożerny

Opisano również plejstoceński gatunek wymarły:
- Pseudorca yokoyamai Matsumoto, 1926